# Fred Falke
Frédérick "Fred" Falke (nacido el 7 de enero de 1973) es un productor y DJ francés de house de origen alemán.

## Comienzos
Falke comenzó como un bajista alrededor de 1995 para luego cambiar su rumbo del bajo a la producción musical a finales de los años 90’. Fred Falke conoció a Alan Braxe en el ejército. Antes de eso, él era un bajista funk, pero después de un encuentro accidental con Braxe años más tarde, decidió colaborar como un dúo de productores de música dance. En el apogeo de lo que ahora se llama French House, liderada por gente como Daft Punk y Cassius. Lanzaron varios sencillos (reconocido únicamente en sectores underground) por los sellos discográficos: "The French Roulé" y "Vulture Music".
Su primer disco, contó con la colaboración de Alan Braxe, titulado «Intro», con un sample extraído del hit de 1987 de The Jets llamado «Crush On You», y fue lanzado el año 2000 por Vulture Music.
La pareja que formaría una asociación muy productiva lanzando un puñado de sencillos y remixes convirtiéndose en demanda de la talla de Goldfrapp, Röyksopp, Kelis y Justice. La asociación duraría hasta 2008, cuando ambos tomaron caminos separados. Falke también ha colaborado con el productor alemán radicado en Francia, Kris Menace, quien también es DJ y amigo cercano de Falke. Además lanzó algunas producciones por el sello «Work it Baby» (perteneciente a Menace). Por otro lado, Fred ha colaborado en varias otras producciones con artistas como: Savage, los productores australianos Miami Horror y Knightlife entre otros. 

## Carrera profesional
Las melodías que han hecho, con el que Fred se convirtió en famoso, fueron lanzados en 2005 por The Upper Cuts, a excepción de Chrystal City, que fue sustituido en el último momento por razones de promoción por un tema de hip hop que Alan Braxe produjo.
En 2006, Fred Falke se lanzó como solista y su primera producción fue Omega Man, lanzado por el sello parisino Work It Baby. Ha realizado varios remixes, para artistas de diversa talla como Gossip, Florrie, Ladyhawke, Robbie Williams, Burns, Kish Mauve, Mini Viva, The Whitest Boy Alive, Lykke Li, U2, Miami Horror, Annie, Hot Chip, Ke$ha, etc.
En septiembre de 2009, lanzó una nueva de 12-inch, incluyendo Chicago y Back To Stay
Actualmente, Fred Falke trabaja con Xenomania contribuyendo en canciones de Pet Shop Boys, Gossip, y Mini Viva. Fred, también produjo la banda sonora de «Vandroid» junto a «Nic Nicola».

## Discografía

### Sencillos EP y colaboraciones
| Año  | Artista                                     | Título                           |
| ---- | ------------------------------------------- | -------------------------------- |
| 2000 | Alan Braxe y Fred Falke                     | Running                          |
| 2002 | Alan Braxe y Fred Falke                     | Palladium/Penthouse Serenade     |
| 2003 | Alan Braxe y Fred Falke                     | Love Lost                        |
| 2004 | Alan Braxe y Fred Falke                     | Rubicon                          |
| 2006 | Kris Menace y Fred Falke                    | Fairlight                        |
| 2006 | Fred Falke                                  | Omega Man/Wait For love          |
| 2008 | Kris Menace, Felix da Housecat y Fred Falke | Artificial                       |
| 2008 | Fred Falke                                  | Music For My Friends             |
| 2009 | Fred Falke y Teff Balmert                   | Chicago                          |
| 2009 | Savage y Fred Falke                         | Muzak EP                         |
| 2009 | Morjac, Fred Falke, y Sarah Tyler           | When We´re Together              |
| 2010 | Burns y Fred Falke                          | Y.S.L.M. (You Stopped Loving Me) |
| 2012 | The Knocks y Fred Falke                     | Geronimo                         |
| 2014 | Tiësto y Fred Falke ft. Elan Lea            | Calling Our Angels               |

### Como productor y compositor
| Año  | Artista         | Título                  |
| ---- | --------------- | ----------------------- |
| 2009 | Sarah Harding   | Too Bad                 |
| 2010 | Ellie Goulding  | Home                    |
| 2010 | Ellie Goulding  | Believe Me              |
| 2010 | Florrie         | Left Too Late           |
| 2010 | Florrie         | Call 911                |
| 2011 | Florrie         | Begging Me              |
| 2011 | Florrie         | Took A Little Something |
| 2011 | Will Young      | Circles                 |
| 2011 | Will Young      | Personal Thunder        |
| 2012 | Alexandra Burke | Love You That Much      |
| 2012 | Amelia Lily     | You Give Me Joy         |

### Remixes
| Año  | Artista Original                         | Título                                  |
| ---- | ---------------------------------------- | --------------------------------------- |
| 2004 | Menace & Adam                            | Missile Test                            |
| 2006 | Bodyrox feat. Luciana                    | Yeah Yeah                               |
| 2006 | Hot Chip                                 | Colours                                 |
| 2007 | Eskimo Disco                             | What Is Woman?                          |
| 2007 | Eskimo Disco                             | Japanese Girl                           |
| 2008 | Digitalism                               | Apollo-Gize                             |
| 2008 | The Whitest Boy Alive                    | Golden Cage                             |
| 2008 | The Energies                             | Born Again Runner                       |
| 2008 | Pnau feat. Ladyhawke                     | Embrace (remixado junto a Miami Horror) |
| 2008 | Filthy Dukes                             | This Rhythm                             |
| 2008 | Kish Mauve                               | Lose Control                            |
| 2008 | Roland Clark                             | Music Talking                           |
| 2008 | Roy Davis Jr.                            | I Have A Vision                         |
| 2008 | VHS or Beta                              | Burn it All Down                        |
| 2008 | Eric Prydz                               | Pjanoo                                  |
| 2008 | Citylife Feat. DD                        | San Francisco                           |
| 2008 | Sneaky Sound System                      | I Love It                               |
| 2008 | Sugababes                                | Girls                                   |
| 2008 | Alesha Dixon                             | The Boy Does Nothing                    |
| 2008 | Will Young                               | Grace                                   |
| 2008 | Ladyhawke                                | Back of the Van                         |
| 2008 | Lykke Li                                 | I'm Good, I'm Gone                      |
| 2009 | Candice Alley                            | Falling                                 |
| 2009 | Grizzly Bear                             | Two Weeks                               |
| 2009 | Just Jack                                | Doctor Doctor                           |
| 2009 | Gossip                                   | Heavy Cross                             |
| 2009 | U2                                       | Magnificent                             |
| 2009 | Annie                                    | Anthonio                                |
| 2009 | Little Boots                             | New in Town                             |
| 2009 | Will Young                               | Tell Me The Worst                       |
| 2009 | La Roux                                  | Bulletproof                             |
| 2009 | Mini Viva                                | Left My Heart in Tokyo                  |
| 2009 | Robbie Williams                          | Bodies                                  |
| 2009 | Example                                  | Watch the Sun Come Up                   |
| 2009 | Miike Snow                               | Animal                                  |
| 2009 | Burns                                    | First Move                              |
| 2009 | Ke$ha                                    | Tik Tok                                 |
| 2009 | Music Go Music                           | Warm in the Shadows                     |
| 2009 | Miami Horror                             | Make You Mine                           |
| 2009 | OneRepublic                              | All The Right Moves                     |
| 2010 | Hurts                                    | Unspoken                                |
| 2010 | Florrie                                  | Call 911 Panic Attack Fascinate Me      |
| 2010 | Sia                                      | Clap Your Hands                         |
| 2010 | Shena                                    | Nasty Little Rumour                     |
| 2010 | Lifehouse                                | Halfway Gone                            |
| 2010 | Robyn                                    | Dancing on My Own                       |
| 2010 | Hannah                                   | I Believe In You                        |
| 2010 | Toni Braxton                             | Yesterday                               |
| 2010 | Dido                                     | Everything to Lose                      |
| 2010 | Kele                                     | Everything You Wanted                   |
| 2010 | The Playin' Stars feat. Romanthony       | You Needed Me                           |
| 2010 | Bryan Ferry                              | You Can Dance                           |
| 2010 | Marina and the Diamonds                  | Shampain                                |
| 2010 | Zero 7                                   | Destiny                                 |
| 2010 | Jamiroquai                               | Blue Skies                              |
| 2010 | Katy Perry                               | Firework                                |
| 2010 | Ke$ha                                    | We R Who We R                           |
| 2010 | James Blunt                              | Stay the Night                          |
| 2011 | Vandroid                                 | Master & Slave                          |
| 2011 | Metronomy                                | The Look                                |
| 2011 | Uffie Feat. Mattie Safer                 | Illusion of Love                        |
| 2011 | Florrie                                  | I Took a Little Something               |
| 2011 | Wolf Gang                                | The King And All Of His Men             |
| 2011 | Darren Hayes                             | Talk Talk Talk                          |
| 2011 | Skylar Grey                              | Invisible                               |
| 2011 | Axel Le Baron & Kurbatov                 | Fame                                    |
| 2011 | The Knocks                               | Brightside                              |
| 2011 | Nero                                     | Reaching Out                            |
| 2012 | Ricki-Lee                                | Do It Like That                         |
| 2012 | Dirty Vegas                              | Emma                                    |
| 2012 | Theophilus London                        | Love Is Real                            |
| 2012 | Eva Simons                               | I Don't Like You                        |
| 2012 | Jimmy Somerville                         | Taken Away                              |
| 2012 | Atlas Genius                             | Trojans                                 |
| 2012 | Lana Del Rey                             | National Anthem                         |
| 2012 | Lenny Kravitz                            | Superlove                               |
| 2012 | Pink                                     | Blow Me (One Last Kiss)                 |
| 2012 | Taryn Manning feat. Sultan & Ned Shepard | Send Me Your Love                       |
| 2012 | Owl City & Carly Rae Jepsen              | Good Time                               |
| 2012 | Girls Aloud                              | Something New                           |
| 2012 | Kat Graham                               | Wanna Say                               |
| 2012 | Two Door Cinema Club                     | Sun                                     |
| 2012 | OneRepublic                              | Feel Again                              |
| 2013 | All Thieves                              | Only of You                             |
| 2013 | Nervo                                    | Hold On                                 |
| 2013 | Selena Gomez                             | Come & Get It                           |
| 2013 | Lindstrøm                                | Vos-sako-rv                             |
| 2013 | Patterns                                 | Sunny Days                              |
| 2014 | Foxes                                    | Let Go for Tonight                      |
| 2014 | Tiësto                                   | Red Lights                              |

| Año  | Artista Original      | Título                    |
| ---- | --------------------- | ------------------------- |
| 2005 | Death from Above 1979 | Black History Month       |
| 2005 | Goldfrapp             | Number 1                  |
| 2005 | Röyksopp              | Only This Moment          |
| 2006 | Kelis                 | Bossy                     |
| 2006 | Van She               | Kelly                     |
| 2006 | Infadels              | Girl That Speaks No Words |
| 2006 | Keith                 | Mona Lisa's Child         |
| 2006 | Jamiroquai            | Runaway                   |
| 2006 | Test Icicles          | What's Your Damage?       |
| 2007 | Jamiroquai            | Alright                   |
| 2007 | Justice               | D.A.N.C.E.                |
| 2007 | Dragonette            | Take It Like A Man        |